# Rodenbeker Quellental
El Rodenbeker Quellental (en baix alemany Rodenbeker Quellndaal) (trad: vall de les fonts del Rodenbek) és un dels parcs naturals d'Hamburg, protegits, promoguts i gestionats pel senat de l'estat d'Hamburg.
El parc està emparat legalment per un Pla especial de protecció del medi físic i el paisatge, aprovat el 25 de gener de 1977. El 26 de juliol de 2011, el senat d'Hamburg va quasi doblejar el parc, de 47 cap a 84 hectàrees.

## Situació

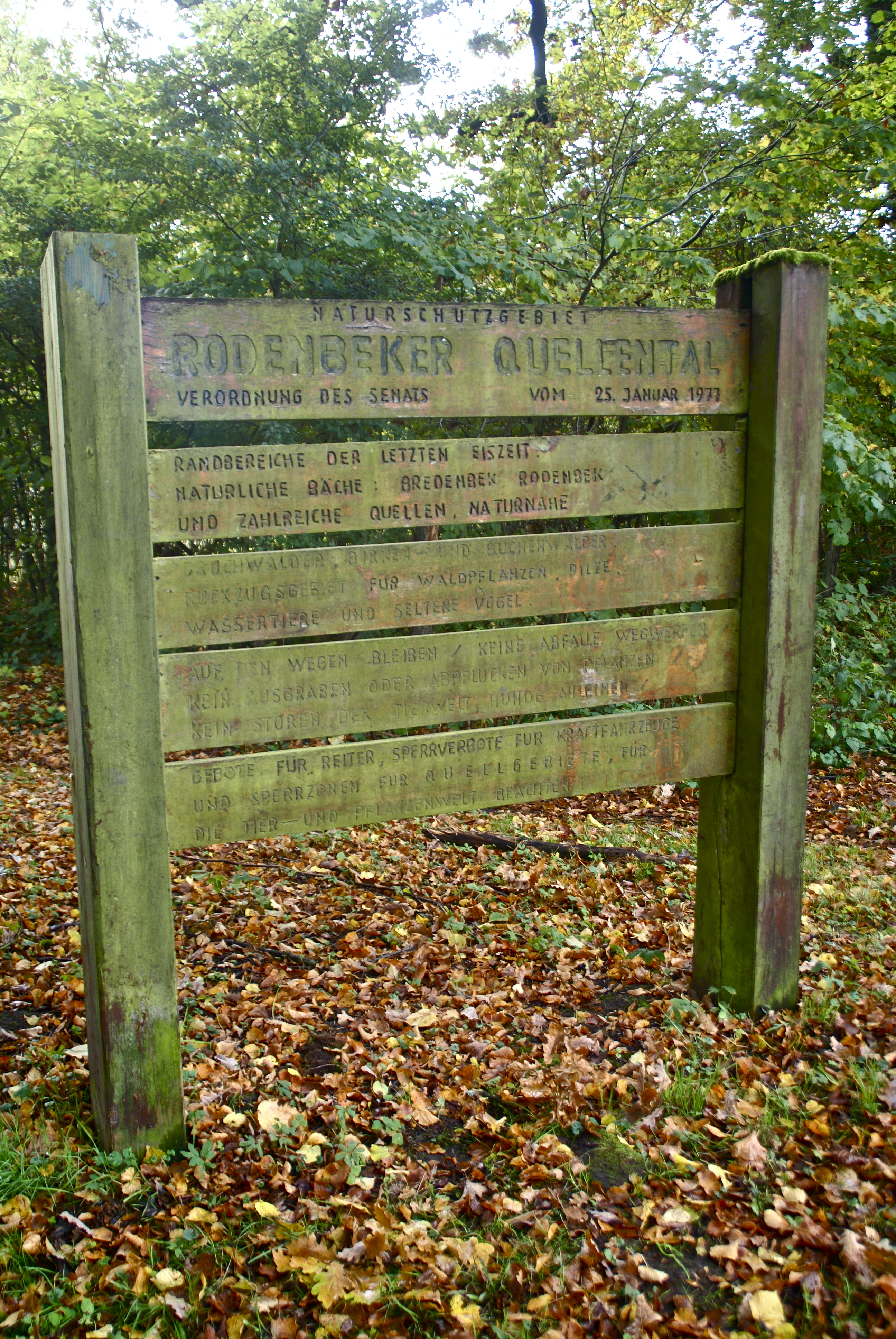
Taula d'informació a l'entrada del parc

El parc és situat al marge esquerre del riu Alster a les confluències amb el Bredenbek i el Rodenbek. És creuat per una multitud de braços d'aquests rierols, que tenen el seu origen quan la glacera llarga del Bredenbek va fondre a la fi de l'últim període glacial. L'erosió pels rius va continuar a transformar el relleu. La majoria de la reserva és format per un bosc de fajos. L'estany Rodenbeker Diek forma un lloc d'encant natural.
El senders del parc estan oberts al públic per a vianants i ciclistes.

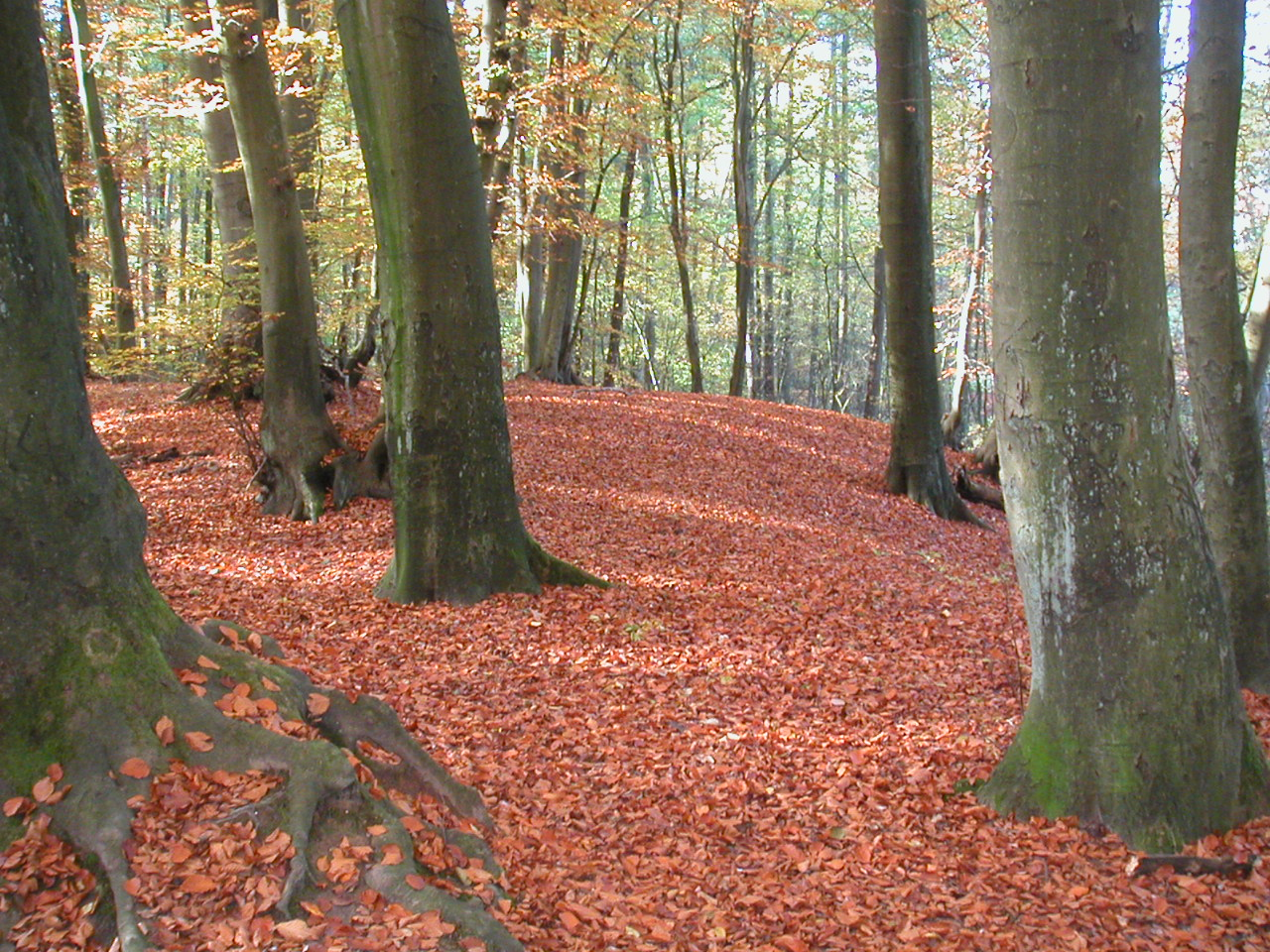
Els fajos centenars
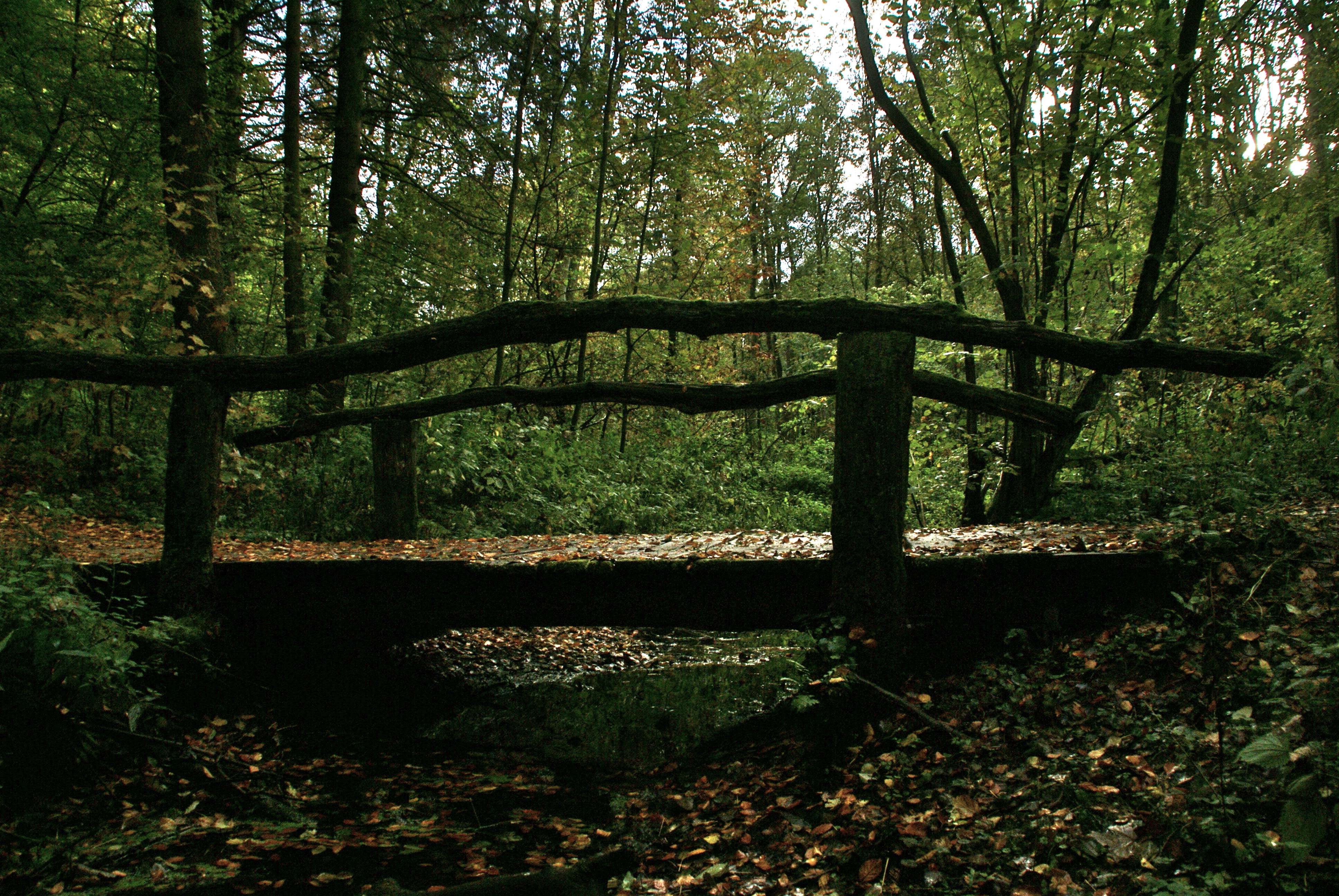
Pont
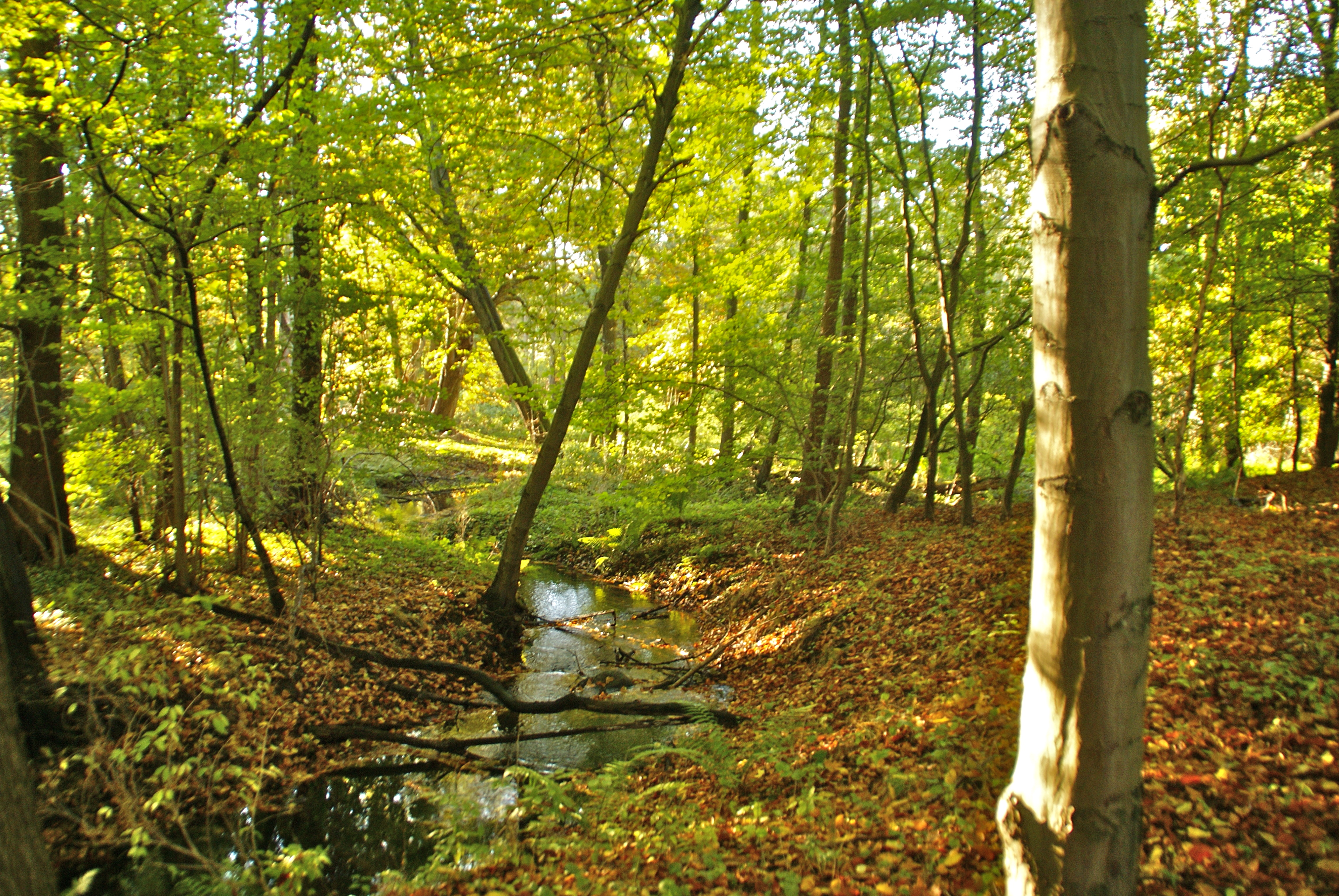
Paisatge
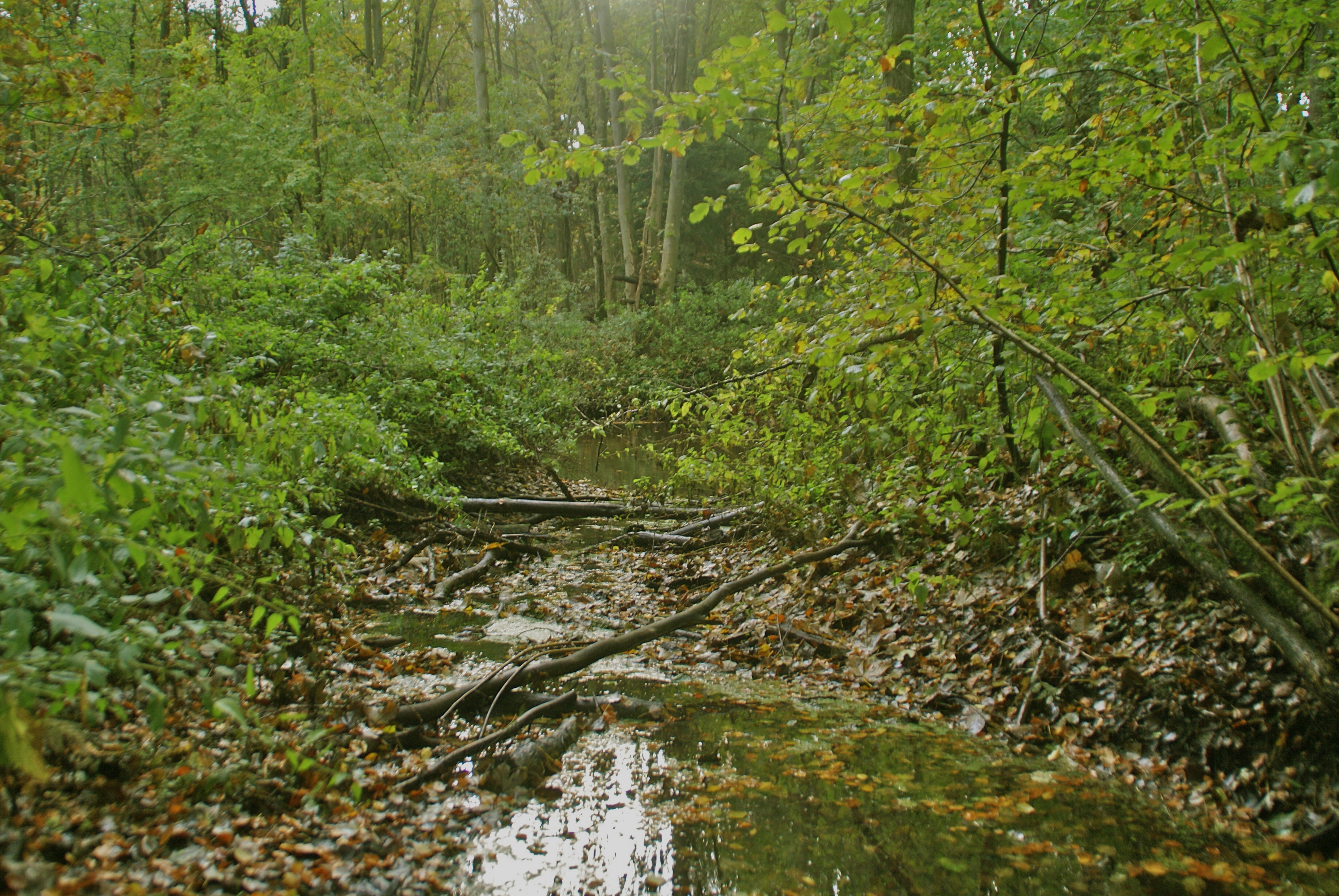
Confluència de l'Alster i del Bredenbek